# Abdoulie Sanyang
Abdoulie Sanyang, anche noto come Bamba (Serekunda, 8 maggio 1999), è un calciatore gambiano, attaccante dell'Hajduk Spalato e della nazionale gambiana.

## Caratteristiche tecniche
È un'ala destra a piede invertito, dotato di ottima velocità, buon dribbling e un efficace attacco alla profondità.

## Carriera

### Club
Il 18 luglio 2024 si trasferisce a titolo definitivo tra le file dell'Hajduk Spalato firmando un contratto valido fino all'estate del 2027.
Debutta con i Bili subentrando a Rokas Pukštas nella gara d'andata del secondo turno preliminare di Conference League, vinta contro l'HB Tórshavn (2-0).
Dieci giorni dopo debutta in campionato, trovando anche la sua prima rete con la nuova maglia in occasione della vittoria contro lo Slaven Belupo (2-1). Il 30 ottobre seguente fa inoltre il suo debutto in Coppa di Croazia, dove mette a referto il gol del definitivo 0-3 nell'ottavo di finale contro il Mladost Ždralovi.

### Nazionale
Il 12 novembre 2019 ha debuttato con la nazionale gambiana giocando l'incontro di qualificazione per la Coppa d'Africa 2021 perso 2-1 contro il Gabon.

## Statistiche

### Cronologia presenze e reti in nazionale
| Cronologia completa delle presenze e delle reti in nazionale ― Gambia | Cronologia completa delle presenze e delle reti in nazionale ― Gambia | Cronologia completa delle presenze e delle reti in nazionale ― Gambia | Cronologia completa delle presenze e delle reti in nazionale ― Gambia | Cronologia completa delle presenze e delle reti in nazionale ― Gambia | Cronologia completa delle presenze e delle reti in nazionale ― Gambia | Cronologia completa delle presenze e delle reti in nazionale ― Gambia | Cronologia completa delle presenze e delle reti in nazionale ― Gambia |
| Data                                                                  | Città                                                                 | In casa                                                               | Risultato                                                             | Ospiti                                                                | Competizione                                                          | Reti                                                                  | Note                                                                  |
| --------------------------------------------------------------------- | --------------------------------------------------------------------- | --------------------------------------------------------------------- | --------------------------------------------------------------------- | --------------------------------------------------------------------- | --------------------------------------------------------------------- | --------------------------------------------------------------------- | --------------------------------------------------------------------- |
| 9-10-2020                                                             | Parchal                                                               | Gambia                                                                | 1 – 0                                                                 | Rep. del Congo                                                        | Amichevole                                                            | -                                                                     | 71’                                                                   |
| 12-11-2020                                                            | Libreville                                                            | Gabon                                                                 | 2 – 1                                                                 | Gambia                                                                | Qual. Coppa d'Africa 2021                                             | -                                                                     | 60’                                                                   |
| 16-11-2020                                                            | Bakau                                                                 | Gambia                                                                | 2 – 1                                                                 | Gabon                                                                 | Qual. Coppa d'Africa 2021                                             | -                                                                     | 66’                                                                   |
| 25-3-2021                                                             | Bakau                                                                 | Gambia                                                                | 1 – 0                                                                 | Angola                                                                | Qual. Coppa d'Africa 2021                                             | -                                                                     | 81’                                                                   |
| 29-3-2021                                                             | Kinshasa                                                              | RD del Congo                                                          | 1 – 0                                                                 | Gambia                                                                | Qual. Coppa d'Africa 2021                                             | -                                                                     | 46’                                                                   |
| 29-3-2022                                                             | Agadir                                                                | Gambia                                                                | 2 – 2                                                                 | Ciad                                                                  | Qual. Coppa d'Africa 2023                                             | -                                                                     | 46’                                                                   |
| 29-5-2022                                                             | Dubai                                                                 | Emirati Arabi Uniti                                                   | 1 – 1                                                                 | Gambia                                                                | Amichevole                                                            | -                                                                     | 71’                                                                   |
| 4-6-2022                                                              | Thiès                                                                 | Gambia                                                                | 1 – 0                                                                 | Sudan del Sud                                                         | Qual. Coppa d'Africa 2023                                             | -                                                                     | 88’                                                                   |
| 8-6-2022                                                              | Brazzaville                                                           | Rep. del Congo                                                        | 1 – 0                                                                 | Gambia                                                                | Qual. Coppa d'Africa 2023                                             | -                                                                     | 79’                                                                   |
| 24-3-2023                                                             | Bamako                                                                | Mali                                                                  | 2 – 0                                                                 | Gambia                                                                | Qual. Coppa d'Africa 2023                                             | -                                                                     | 84’                                                                   |
| 28-3-2023                                                             | Casablanca                                                            | Gambia                                                                | 1 – 0                                                                 | Mali                                                                  | Qual. Coppa d'Africa 2023                                             | -                                                                     | 76’                                                                   |
| 10-9-2023                                                             | Marrakech                                                             | Gambia                                                                | 2 – 2                                                                 | Rep. del Congo                                                        | Qual. Coppa d'Africa 2023                                             | -                                                                     | 73’                                                                   |
| 16-11-2023                                                            | Dar es Salaam                                                         | Burundi                                                               | 3 – 2                                                                 | Gambia                                                                | Qual. Mondiali 2026                                                   | -                                                                     | 71’                                                                   |
| 20-11-2023                                                            | Dar es Salaam                                                         | Gambia                                                                | 0 – 2                                                                 | Costa d'Avorio                                                        | Qual. Mondiali 2026                                                   | -                                                                     | 90+2’                                                                 |
| 15-1-2024                                                             | Yamoussoukro                                                          | Senegal                                                               | 3 – 0                                                                 | Gambia                                                                | Coppa d'Africa 2023 - 1º turno                                        | -                                                                     | 83’                                                                   |
| 8-6-2024                                                              | Berkane                                                               | Gambia                                                                | 5 – 1                                                                 | Seychelles                                                            | Qual. Mondiali 2026                                                   | -                                                                     | 79’                                                                   |
| 18-11-2024                                                            | Radès                                                                 | Tunisia                                                               | 0 – 1                                                                 | Gambia                                                                | Qual. Coppa d'Africa 2025                                             | -                                                                     | 64’                                                                   |
| 20-3-2025                                                             | Abidjan                                                               | Gambia                                                                | 3 – 3                                                                 | Kenya                                                                 | Qual. Mondiali 2026                                                   | -                                                                     | 65’                                                                   |
| 24-3-2025                                                             | Abidjan                                                               | Costa d'Avorio                                                        | 1 – 0                                                                 | Gambia                                                                | Qual. Mondiali 2026                                                   | -                                                                     | 69’                                                                   |
| Totale                                                                |                                                                       | Presenze                                                              | 19                                                                    |                                                                       | Reti                                                                  | 0                                                                     |                                                                       |